# City Hunter i el perfum de Cupido
City Hunter i el perfum de Cupido (originalment en francès, Nicky Larson et le parfum de Cupidon) és una pel·lícula de comèdia d'acció francesa del 2018 dirigida per Philippe Lacheau que també va coescriure el guió amb Julien Arruti i Pierre Lacheau. És una adaptació de la sèrie de manga i anime japonesa City Hunter (coneguda com a Nicky Larson a França) de Tsukasa Hojo, que va acceptar l'adaptació després de llegir el guió. La pel·lícula compta amb Philippe Lacheau, Élodie Fontan, Tarek Boudali i Julien Arruti en papers principals, juntament amb Didier Bourdon, Kamel Guenfoud, Sophie Mousel i Pamela Anderson en papers secundaris. Es va estrenar el 6 de febrer de 2019. S'ha subtitulat al català.

## Sinopsi
Nicky Larson és un investigador privat inusual, un lluitador de carrer tan talentós com un franctirador. Sovint és cridat per resoldre problemes que ningú no pot solucionar. Ajudat per la seva companya Laura, ofereix múltiples serveis als seus clients, més o menys perillosos. Però té un gran defecte: la seva inclinació especialment exacerbada pel sexe just, que preocupa a la Laura.
Un dels seus clients li confia un dia la missió de protegir el "perfum de Cupido", una fragància que fa que qualsevol que el porti sigui absolutament irresistible. Però un moment de distracció per part de Larson permet que els matons s'apoderin d'ell. En Nicky Larson ha de recuperar el perfum.